# Metade de Mim (canção de Hugo & Guilherme)
Metade de Mim é uma canção da dupla sertaneja Hugo & Guilherme. Foi lançada em 3 de março de 2023 como primeiro single do sexto álbum ao vivo Original.
Após o sucesso de Próximo Passo, de 2022, a dupla gravou o álbum Original em Cuiabá, em 21 de janeiro de 2023. A canção, de autoria de Felipe Arná, Bagual e Cleyton Pekois, conta a história de uma pessoa que flagra uma traição e revela o erro cometido pela companheira, e ainda desabafa que os exs “não vai dar nem metade da metade de mim”.